# Кишалы
Кишалы (мокш. Кешал, Кяшал) — село в Атюрьевском районе Республики Мордовия. Административный центр Кишалинского сельского поселения.

## География
Село Кишалы находится на р. Явас, в 12 км от районного центра и 47 км от городского поселения Торбеево.

## История
По одной версии, название происходит от мокшанского кяше «дёготь» и ляй «река» (село основано на месте традиционных лесных промыслов), по другой версии — от имени Кешал. Впервые упоминается в 1659 году в Купчей на продажу мордвином Чудаем Шиндяпиным своего вотчинного Кяргинского ухожая в Темниковском уезде. В 1678 году в Кишалах насчитывалось 37 дворов. В 1745 году было 2 деревни: Старые Кишалы и Новые Кишалы. Последние появились в 1670-е годы и назывались «Кишалинская выставка» (с конца 18 века — Малые Кишалы; 68 дворов, 393 чел.). В середине 17 века в Старых Кишалах проживали 54 души мужского пола, в Новых Кишалах — 19. Кишалинцы участвовали в повстанческих отрядах Степана Разина. В Списке населённых мест Тамбовской губернии (1866) Кишалы — село казённое из 149 дворов Темниковского уезда. В 1931 году было 423 хозяйства (2555 чел.). В 1992 году на базе совхоза «Кишалинский» создан СХПК. В современной инфраструктуре села: средняя школа; дом культуры; библиотека; 2 магазина; памятник воинам, погибшим в Великой Отечественной войне. Возле села — городище городецкой культуры. К

## Население
| 2002 | 2010 |
| ---- | ---- |
| 637  | ↘522 |

Национальный состав
Согласно результатам Всероссийской переписи населения 2002 года, в национальной структуре населения мордва — 96 %.

## Источник
- Энциклопедия Мордовия, М. Е. Митрофанова.